# Kiraz
Kiraz là một huyện thuộc tỉnh İzmir, Thổ Nhĩ Kỳ. Huyện có diện tích 572 km² và dân số thời điểm năm 2007 là 45072 người, mật độ 79 người/km².